# Perú en los Juegos Suramericanos
Perú ha sido una de las naciones que ha participado en los Juegos Suramericanos de manera ininterrumpida desde la primera edición que se realizó en Bolivia en 1978. 
El país está representado ante los Juegos Suramericanos por el Comité Olímpico del Perú y fue sede de la cuarta edición del evento deportivo en 1990.

## Desempeño
Perú ocupó su mejor posición en la cuarta edición cuando obtuvo el segundo lugar. En los juegos de Lima 1990, cuando Perú fue sede, obtuvo el mayor número de medallas en la historia de los juegos con un total de 185 preseas. En el mismo año, obtuvo el mayor número de medallas de oro ganadas en unos juegos con un total de 50 unidades doradas. 
Su peor desempeño fue en los juegos de Buenos Aires 2006 cuando quedó en séptimo lugar y obteniendo el menor número de medallas de los Suramericanos, con un total de 43 preseas. Es de notar que en los juegos de Brasil 2002 fue la edición que obtuvo menos medallas de oro con un total de seis preseas mientras que en los juegos de Buenos Aires 2006 a pesar de que obtuvo menos medallas en total, ganó ocho unidades doradas.

## Medallero histórico
Fuente: Organización Deportiva Suramericana
Leyenda
     Ganador      Segundo puesto      Tercer puesto      Cuarto o quinto puesto (Top 5)      Último puesto
| Año   | País                 | Sede         | Posición | Oro | Plata | Bronce | Total |
| ----- | -------------------- | ------------ | -------- | --- | ----- | ------ | ----- |
| 1978  | Bandera de Bolivia   | La Paz       | 5/8      | 9   | 16    | 10     | 35    |
| 1982  | Bandera de Argentina | Rosario      | 3/10     | 30  | 18    | 27     | 75    |
| 1986  | Bandera de Chile     | Santiago     | 6/10     | 13  | 26    | 35     | 74    |
| 1990  | Bandera de Perú      | Lima         | 2/10     | 50  | 59    | 76     | 185   |
| 1994  |                      | Valencia     | 6/14     | 15  | 27    | 33     | 75    |
| 1998  | Bandera de Ecuador   | Cuenca       | 7/14     | 9   | 23    | 38     | 70    |
| 2002  | Bandera de Brasil    | Brasil       | 6/14     | 6   | 28    | 30     | 64    |
| 2006  | Bandera de Argentina | Buenos Aires | 7/15     | 8   | 13    | 22     | 43    |
| 2010  | Bandera de Colombia  | Medellín     | 6/15     | 19  | 18    | 33     | 70    |
| 2014  | Bandera de Chile     | Santiago     | 7/14     | 9   | 13    | 18     | 40    |
| 2018  | Bandera de Bolivia   | Cochabamba   | 7/14     | 22  | 29    | 41     | 92    |
| 2022  | Bandera de Paraguay  | Asunción     | 7/14     | 19  | 18    | 37     | 74    |
| Total | Total                |              | 6/15     | 209 | 288   | 400    | 897   |